# Le Zombie
Le Zombie – fanzin science-fiction, w skład którego wchodzą 72 numery publikowane przez Boba Tuckera, autora fantastyki naukowej, w latach 1938–2001. Fanzin wydawany był nieregularnie, jak podawał wydawca – „za każdym razem, gdy budzi się zombie”. W 1975 roku pojawił się ostatni numer. Następnie, w 2000 roku, Bob Tucker wznowił fanzin i wydał pięć numerów.
Wiele zwrotów oraz metod pisania fan fiction ma swoje korzenie właśnie w tym fanzinie, w tym określenie space opera. W połowie 1942 roku Le Zombie, wraz z fanzinem Spaceways Harry’ego Warnera zaczęły sponsorować Serwis Fanzine, jako sposób dystrybucji fanzinów żołnierzom służącym w trakcie II wojny światowej.